# Joaquín de Arévalo Rodríguez
No confundir con Joaquín de Arévalo Otero, conocido simplemente por Joaquín de Arévalo, fallecido en Ferrol en 1890, periodista, padre del siguiente:
Joaquín de Arévalo Rodríguez (1882 - 1939), periodista y escritor español nacido en Ferrol, cuya obra literaria se encuadra en el movimiento del Naturalismo, si bien con claros guiños satíricos. 

## Biografía[2]
Inició su carrera como periodista colaborando en la prensa periódica local de Ferrol, concretamente en El Correo Gallego y en Diario Ferrolano. En la misma ciudad fundó dos semanarios, El Merlo (1900) y Ferrol Grotesco (1919), ambos de carácter satírico. A principios de los años veinte se trasladó a La Habana, donde sería corresponsal de la revista España. Desde allí, escribiría una sección titulada Las caricaturas de Arévalo, manteniendo la línea satírica que caracterizó su labor periodística. Colaboró también en ocasoines con la revista Galicia Moderna y escribió poemas en gallego y en castellano que publicarían las revistas A Terriña, Follas Novas y Labor Gallega. En Cuba, formó parte de una tertulia literaria en torno al café La Puerta del Sol, en la que también participaron Ramón Cabanillas, Villar Ponte, Xulio Sigüenza y Blanco Torres. 
Guillermo Llorca en su obra “Ferroláns en Cuba”
Destacó en el panorama literario gallego como narrador y dramaturgo. Fue un prolífico novelista: destacan entre su bibliografía Sorpresa amorosa (1902), Misterios del lupanar (1906), El Santiño, novela eclesiástica (1911, prólogo de Prudencio Canitrot). Sus novelas se encuadran dentro del naturalismo radical y, de hecho, Arévalo Rodríguez se define como seguidor de Eduardo López Bago y Eduardo Zamacois. En el campo del teatro, quiso reformar la escena mediante la inclusión de los ruidos naturales, bien de los animales o bien del viento y el mar. Sus obras dramáticas más importantes fueron Un viaje por Ferrol, estrenada en 1901 en su misma ciudad y El hombre-Galicia. Poesía, música, pintura, cantos, declamación, arte de nuestra tierra (1912).